# Aérodrome de Pikangikum
L'aéroport de Pikangikum est situé à 1,9 km de la communauté de la Première Nation de Pikangikum en Ontario au Canada.